# Okręg wyborczy nr 8 do Sejmu Polskiej Rzeczypospolitej Ludowej (1989–1991)
Okręg wyborczy nr 8 do Sejmu Polskiej Rzeczypospolitej Ludowej (1989–1991) obejmował województwo bialskopodlaskie. W ówczesnym kształcie został utworzony w 1989. Wybieranych było w nim 4 posłów w systemie większościowym.
Siedzibą okręgowej komisji wyborczej była Biała Podlaska.

## Wybory parlamentarne 1989

### Mandat nr 28 –Polska Zjednoczona Partia Robotnicza
| Kandydat | I tura | I tura | II tura | II tura |
| Kandydat | Głosów | %      | Głosów  | %       |
| --- | ------ | ------ | ------- | ------- |
| Seweryn Ostapiuk                                                                                               | 20 803 | 16,83  | 18 898  | 42,72   |
| Edward Laskowski                                                                                               | 16 326 | 13,21  | 17 594  | 39,77   |
| Jan Bartos | 15 146 | 12,25  | —       | —       |
| Liczba głosów ważnych: 123 618 (I tura) • 44 239 (II tura) Źródło: Państwowa Komisja Wyborcza I tura i II tura |        |        |         |         |

### Mandat nr 29 –Zjednoczone Stronnictwo Ludowe
| Kandydat | I tura | I tura | II tura | II tura |
| Kandydat | Głosów | %      | Głosów  | %       |
| --- | ------ | ------ | ------- | ------- |
| Franciszek Stefaniuk                                                                                           | 28 228 | 22,05  | 20 611  | 46,79   |
| Tadeusz Józefczak                                                                                              | 23 524 | 18,37  | 13 579  | 30,83   |
| Liczba głosów ważnych: 128 047 (I tura) • 44 048 (II tura) Źródło: Państwowa Komisja Wyborcza I tura i II tura |        |        |         |         |

### Mandat nr 30 – bezpartyjny
| Kandydat                                                          | Głosów  | %     |
| ----------------------------------------------------------------- | ------- | ----- |
| Jacek Szymanderski                                                | 100 497 | 75,55 |
| Stanisław Marczuk                                                 | 26 492  | 19,92 |
| Liczba głosów ważnych: 133 025 Źródło: Państwowa Komisja Wyborcza |         |       |

### Mandat nr 429 –Polska Zjednoczona Partia Robotnicza
| Kandydat                                                         | Głosów | %     |
| ---------------------------------------------------------------- | ------ | ----- |
| Józef Oleksy                                                     | 22 831 | 51,75 |
| Ryszard Grodzicki                                                | 11 144 | 25,26 |
| Liczba głosów ważnych: 44 114 Źródło: Państwowa Komisja Wyborcza |        |       |